# Bahnstrecke Lünen Preußen–Münster
| |                         |                                          |                                          |
| Streckennummer (DB): | 2000                    |                                          |                                          |
| Kursbuchstrecke (DB): | 411                     |                                          |                                          |
| Kursbuchstrecke: | 224 (1946)              |                                          |                                          |
| Streckenlänge: | 45 km                   |                                          |                                          |
| Spurweite: | 1435 mm (Normalspur)    |                                          |                                          |
| Stromsystem: | 15 kV 16,7 Hz ~         |                                          |                                          |
| Streckengeschwindigkeit: | 160 km/h                |                                          |                                          |
| Zugbeeinflussung: | PZB                     |                                          |                                          |
| Zweigleisigkeit: | Lünen Preußen–Lünen Hbf |                                          |                                          |
| |                         |                                          |                                          |
| \| \| \| Hauptstrecke von Hamburg \| \| \| \| \| Strecke von Rheine, Strecke von Enschede \| \| \| \| \| Warendorfer Bahn von Rheda-Wiedenbrück \| \| \| \| 45,2 \| Münster (Westf) Hbf \| Münster (Westf) Hbf \| \| \| \| Baumbergebahn nach Coesfeld \| \| \| \| 44,3 \| Münster (Westf) Gbf \| Münster (Westf) Gbf \| \| \| \| Strecke nach Hamm \| \| \| \| 42,3 \| Geist \| Geist \| \| \| \| Strecke nach Wanne-Eickel \| \| \| \| 42,1 \| Münster (Westf) Preußenstadion \| Münster (Westf) Preußenstadion \| \| \| \| Güterumgehungsbahn Münster \| \| \| \| 36,2 \| Münster-Amelsbüren \| Münster-Amelsbüren \| \| \| 29,2 \| Davensberg \| Davensberg \| \| \| 25,2 \| Ascheberg (Westf) \| Ascheberg (Westf) \| \| \| 19,9 \| Capelle (Westf) \| Capelle (Westf) \| \| \| 12,4 \| Werne (a d Lippe) \| Werne (a d Lippe) \| \| \| 10,0 \| Werne (a d Lippe) Anst Stadt (Bft) \| Werne (a d Lippe) Anst Stadt (Bft) \| \| \| \| Strecke von Gronau \| \| \| \| 3,3 \| Lünen Hbf (Keilbahnhof) \| Lünen Hbf (Keilbahnhof) \| \| \| \| Verbindungsstrecke nach Lünen Süd \| \| \| \| \| Strecke Lünen Süd–Abzw Horstmar \| \| \| \| \| Verbindungsstrecke nach Abzw Horstmar \| \| \| \| (0,0) \| Lünen Preußen \| Lünen Preußen \| \| \| \| Strecke nach Dortmund \| \| \| \| \| \| \| \| Quellen: [1][2] \| \| \| \| |                         |                                          |                                          |
| Strecke |                         | Hauptstrecke von Hamburg                 | Hauptstrecke von Hamburg                 |
| Abzweig geradeaus und von rechts |                         | Strecke von Rheine, Strecke von Enschede | Strecke von Rheine, Strecke von Enschede |
| Abzweig geradeaus und von links |                         | Warendorfer Bahn von Rheda-Wiedenbrück   | Warendorfer Bahn von Rheda-Wiedenbrück   |
| Bahnhof | 45,2                    | Münster (Westf) Hbf                      | Münster (Westf) Hbf                      |
| Strecke von links · Abzweig geradeaus und nach rechts |                         | Baumbergebahn nach Coesfeld              | Baumbergebahn nach Coesfeld              |
| Strecke · Dienststation / Betriebs- oder Güterbahnhof | 44,3                    | Münster (Westf) Gbf                      | Münster (Westf) Gbf                      |
| Abzweig geradeaus und nach links · Kreuzung geradeaus unten |                         | Strecke nach Hamm                        | Strecke nach Hamm                        |
| Strecke · Dienststation / Betriebs- oder Güterbahnhof | 42,3                    | Geist                                    | Geist                                    |
| Abzweig geradeaus und von links · Abzweig geradeaus und nach rechts |                         | Strecke nach Wanne-Eickel                | Strecke nach Wanne-Eickel                |
| Strecke · ehemaliger Haltepunkt / Haltestelle | 42,1                    | Münster (Westf) Preußenstadion           | Münster (Westf) Preußenstadion           |
| Abzweig quer und nach rechts · Kreuzung geradeaus unten |                         | Güterumgehungsbahn Münster               | Güterumgehungsbahn Münster               |
| Bahnhof | 36,2                    | Münster-Amelsbüren                       | Münster-Amelsbüren                       |
| Bahnhof | 29,2                    | Davensberg                               | Davensberg                               |
| Bahnhof | 25,2                    | Ascheberg (Westf)                        | Ascheberg (Westf)                        |
| Bahnhof | 19,9                    | Capelle (Westf)                          | Capelle (Westf)                          |
| Bahnhof | 12,4                    | Werne (a d Lippe)                        | Werne (a d Lippe)                        |
| Dienststation / Betriebs- oder Güterbahnhof | 10,0                    | Werne (a d Lippe) Anst Stadt (Bft)       | Werne (a d Lippe) Anst Stadt (Bft)       |
| Abzweig geradeaus und von rechts |                         | Strecke von Gronau                       | Strecke von Gronau                       |
| Bahnhof | 3,3                     | Lünen Hbf (Keilbahnhof)                  | Lünen Hbf (Keilbahnhof)                  |
| Abzweig geradeaus und nach rechts |                         | Verbindungsstrecke nach Lünen Süd        | Verbindungsstrecke nach Lünen Süd        |
| Kreuzung geradeaus unten |                         | Strecke Lünen Süd–Abzw Horstmar          | Strecke Lünen Süd–Abzw Horstmar          |
| Abzweig geradeaus und von links |                         | Verbindungsstrecke nach Abzw Horstmar    | Verbindungsstrecke nach Abzw Horstmar    |
| Bahnhof | (0,0)                   | Lünen Preußen                            | Lünen Preußen                            |
| Strecke |                         | Strecke nach Dortmund                    | Strecke nach Dortmund                    |
| |                         |                                          |                                          |
| Quellen: |                         |                                          |                                          |

Die Bahnstrecke Lünen Preußen–Münster ist eine gut 45 Kilometer lange, elektrifizierte und fast vollständig eingleisige Hauptbahn in Nordrhein-Westfalen vom Bahnhof Lünen Preußen im Lüner Ortsteil Horstmar über Lünen und Werne nach Münster.

## Geschichte
Die Bahnstrecke wurde von der Deutschen Reichsbahn-Gesellschaft gebaut, um eine möglichst direkte Verbindung der beiden westfälischen Großstädte Dortmund und Münster zu erreichen. Dazu wurde beginnend am Bahnhof Preußen an der bereits bestehenden Bahnstrecke Dortmund–Gronau eine neue Strecke nach Münster gebaut, die am 18. Oktober 1928 eröffnet wurde.
Für den Bau war es für die Baufirma Philipp Holzmann notwendig, zum Materialtransport eine Kleinbahn zu bauen und zu betreiben. Insbesondere wurde damit der Materialtransport für den Bahndammbau der Staatsbahnstrecke durchgeführt. Das Baumaterial wurde mit der Reichsbahn vom Hiltruper Steiner See, der entsandet wurde, nach Rinkerode gebracht und hier auf die Kleinbahn umgeladen wurde. Diese Züge fuhren bis Ascheberg und beförderten später auch Passagiere. Diese Bahn war auch unter dem Namen Kleinbahn Rinkerode–Ascheberg geläufig.
Der Bahnhof Preußen (eröffnet am 19. Februar 1920) erhielt seinen Namen von der dort Ende des 19. und Anfang des 20. Jahrhunderts angesiedelten Zeche Preußen im Lüner Ortsteil Horstmar. Im Dezember 2019 erfolgte die Umbenennung der Betriebsstelle in Lünen Preußen.
Ursprünglich war geplant, die Strecke zunächst eingleisig zu errichten, den Bahndamm aber gleich von Anfang an breit genug für ein zweites Gleis zu bauen. Aufgrund des steigenden Verkehrsaufkommens durch Bergbau und Stahl-Industrie sollte die Strecke dann auch zweigleisig ausgebaut werden, was wegen Krieges und Inflation wieder verworfen wurde.

### Zeitweilige Betriebseinstellung
Am 8. März 1990 kam es auf freier Strecke zu einem Dammrutsch, infolge dessen die komplette Strecke gesperrt werden musste, da wegen fehlender Ausweichmöglichkeit auf der eingleisigen Strecke kein geregelter Verkehr möglich war. Die Reparaturarbeiten zogen sich mehr als ein Jahr hin, sodass die Strecke erst am 2. Juni 1991 wieder für den Personenverkehr freigegeben werden konnte.
Im Herbst 2018 traten an drei Stellen im Abschnitt Lünen – Münster erneut Schäden am Bahndamm auf. Durch den heißen Sommer hatten sich an der vertrockneten Böschung Setzrisse im Bahndamm gebildet, die durch Betonsuspensionen verschlossen wurden. Bei diesen Arbeiten wurde festgestellt, dass es an zwei der drei Stellen zu Bewegungen im Erdreich gekommen war. Hierbei handelte es sich um die 1991 ausgebesserten Stellen. Der tonartige Mergel im Boden hatte im Laufe der Jahre mit Wasser reagiert, weshalb es zu Schwellungen und Schrumpfungen kam. In Folge der Schäden musste die Geschwindigkeit im Oktober 2018 an diesen Stellen von 160 km/h auf 70 km/h und im Abschnitt von km 8,765 bis km 28,500 die Streckenklasse auf B2 reduziert werden. Daher wurden die hier verkehrenden regulären Fernzüge über andere Strecken via Hamm oder Recklinghausen umgeleitet, was auch Haltausfälle in Bochum, Dortmund und Hagen zur Folge hatte.
Am 6. Januar 2020 wurde die Strecke voll gesperrt, weil zur Stabilisierung des Damms in den Bereichen Werne und Ascheberg Spundwände eingebaut wurden. Ursprünglich sollte die Strecke ab 12. August 2020 wieder befahren werden. Nachdem im Juni 2020 Schäden am Oberbau festgestellt wurden, wurde die Wiedereröffnung zunächst auf den 25. Oktober 2020 verschoben. Bereits am 10. Oktober 2020 konnte der Verkehr jedoch teilweise wieder aufgenommen werden, die restlichen Arbeiten wurden in den Nachtstunden ausgeführt.

### Ausbauplanungen
Der zweigleisige Ausbau und die Ertüchtigung der Strecke für eine Höchstgeschwindigkeit von 200 km/h wurde im Jahr 2003 in den Bundesverkehrswegeplan aufgenommen und in die Kategorie „Vordringlicher Bedarf“ eingestuft. Am 12. Dezember 2008 folgte der Beschluss zum Ausbau der Strecke. Die Kostenschätzung lag im Dezember 2008 bei etwa 180 Millionen Euro. Nach vertieften Untersuchungen wurde diese Summe im April 2010 auf rund 377 Millionen Euro korrigiert. Am 20. August 2009 unterschrieben das Verkehrsministerium und die Deutsche Bahn AG einen Vertrag über die Vorfinanzierung. Geplant war, die technische Vorplanung Ende 2011 abzuschließen, um 2012 mit dem Planfeststellungsverfahren beginnen zu können. Das Land sollte dabei die Kosten der Vorplanung vorfinanzieren.
Darüber hinaus gab es Planungen zum Bau einer neuen Verbindung, welche hinter dem Bahnhof Dortmund-Scharnhorst von der Bahnstrecke Dortmund–Hamm abzweigen und bei Werne in die hier behandelte Strecke nach Münster einfädeln sollte. Hierbei war angedacht, den Fernverkehr zwischen Dortmund und Münster zu beschleunigen und die engen Kurven bei den Bahnhofsein- und -ausfahrten von Dortmund und Lünen sowie vor Werne zu vermeiden. Außerdem wurde beabsichtigt, Züge flüssiger verkehren zu lassen, weil sie nicht gegenseitig die Fahrwege kreuzen müssen.
Im August 2009 vereinbarten Deutsche Bahn und Land NRW, bis 2011 die Vorplanung für einen zweigleisigen Ausbau in Verbindung mit einer Anhebung der Höchstgeschwindigkeit auf 200 km/h zu realisieren, was das Land mit sieben Millionen Euro vorfinanziert hätte. Der zweigleisige Streckenausbau ist zwar im Investitionsrahmenplan 2011–2015 für die Verkehrsinfrastruktur des Bundes vom 15. Dezember 2011 enthalten, allerdings nur im Teil D „Sonstige wichtige Vorhaben/Teilvorhaben“, was der niedrigsten Priorität entspricht. Mit einem tatsächlichen Baubeginn sei danach nicht vor dem Jahr 2018 zu rechnen. Die Kosten werden mit 380 Millionen Euro kalkuliert.
Frühestens im Bundesverkehrswegeplan 2030 soll der Ausbau wieder diskutiert werden. Als Zwischenlösung werden hier lediglich zwei sogenannte Begegnungspunkte gebaut, wo sich Nah- und Fernverkehr begegnen können (Zugkreuzung). Ein zweigleisiger Ausbau würde über 400 Millionen EUR kosten, die im Kosten/Nutzen-Verhältnis nicht darstellbar seien.
Anlässlich der Eröffnung des neuen Hauptbahnhofs in Münster kündigte am 24. Juni 2017 der parlamentarische Staatssekretär im Bundesverkehrsministerium, Enak Ferlemann, den (evtl. teilweise ausgeführten) zweigleisigen Ausbau zwischen Lünen und Münster an. Er begründete das Vorhaben u. a. mit dem geplanten Anschluss an den Rhein-Ruhr-Express. Das Projekt werde bis Ende 2017 in den „vordringlichen Bedarf“ beim Ausbau der Verkehrswege aufgenommen, der Bund sei von der dringenden Notwendigkeit des Projektes überzeugt.
Um das Bauvorhaben in den vordringlichen Bedarf des Bundesverkehrswegeplans 2030 aufzunehmen, wurde das Planungskonzept auf einen zweigleisigen Ausbau nur zwischen Münster-Amelsbüren und Werne reduziert und dafür die Höchstgeschwindigkeit auf 230 km/h zwischen Münster-Geist und Werne angehoben. Damit sollten die Ausbaukosten auf 302 Millionen €, davon 94 Millionen € Ersatzinvestitionen, gedrückt werden, womit ein Nutzen-Kosten-Verhältnis von 1,0 erreicht wurde. Nur wenige Monate nach der Veröffentlichung vom 6. November 2018 verlautbarte Anfang März 2019 aus dem Bundesverkehrsministerium eine noch weiter gekürzte Version der Pläne. Nun sollte neben der Streckenertüchtigung für 230 km/h auf 27 Kilometern lediglich der 5,3 km lange Abschnitt Capelle–Ascheberg zweigleisig ausgebaut werden, daneben Anpassungsmaßnahmen bei den bereits vorhandenen Kreuzungsbahnhöfen Münster-Amelsbüren und Davensberg. Damit wurden die Ausbaumaßnahmen und die Ausbaukosten ohne Ersatzinvestitionen um weitere 30 Millionen Euro auf jetzt 178,3 Millionen Euro gekürzt. Das Nutzen-Kosten-Verhältnis nahm hierdurch auf 1,1 zu. Infolge der Inflation stiegen jedoch die gesamthaushaltsrelevanten Projektkosten von 302 auf heute 305,1 Millionen Euro.
Im dritten Gutachterentwurf des Deutschlandtakts ist ein vollständig zweigleisiger Ausbau zwischen Werne und Münster-Amelsbüren unterstellt. Dafür sind, zum Preisstand von 2015, Investitionen von 201 Millionen Euro notwendig. Der zweigleisige Ausbau der nicht bereits im BVWP enthaltenen Abschnitte soll als Nahverkehrsmaßnahme finanziert und zu 60 bis 75 Prozent durch GVFG-Mittel des Bundes gefördert werden. Im Dezember 2021 sagte das Land NRW zu, den übrigen Anteil von maximal 160 Millionen Euro bis 2035 bereitzustellen. Die Entwurfsgeschwindigkeiten aus dem BVWP sollen dabei vollständig erhalten bleiben. Bedingung für die Förderung über das GVFG ist eine positive Kosten-Nutzen-Rechnung der Maßnahme. Die Vorplanung soll, Stand Dezember 2022, zeitnah begonnen werden. Im Rahmen des Deutschlandtaktes werden die Planungsleistungen für den Ausbau durch eine Mischfinanzierung für Nah- und Fernverkehr umgesetzt; der Planungsauftrag für den zweigleisigen Ausbau wurde 2022 durch das BMDV erteilt.
Am 10. August 2023 unterzeichneten BMDV, Landesregierung NRW, Deutsche Bahn und Vertreter der Region eine Rahmenvereinbarung für den Ausbau. Demnach soll die Strecke im Abschnitt Werne an der Lippe – Münster-Amelsbüren vollständig zweigleisig ausgebaut werden und die Streckengeschwindigkeit durchgehend auf 200 km/h erhöht werden. Das Projekt soll über den Bedarfsplan Schiene und über das Gemeindeverkehrsfinanzierungsgesetz finanziert werden. Am 3. Dezember 2024 wurde eine Planungs- und Finanzierungsvereinbarung für die Grundlagenermittlung und Vorplanung des abschnittsweisen zweigleisigen Ausbaus zwischen dem Land Nordrhein-Westfalen und der Deutschen Bahn unterzeichnet.

## Bedienung
Im Zeitfenster zwischen Fernzügen fährt einmal pro Stunde die Regionalbahn RB 50 „Der Lüner“ von Dortmund bis Lünen auf der Bahnstrecke Dortmund–Gronau (Westmünsterlandbahn). Eine Zugkreuzung findet planmäßig in Capelle zur vollen Stunde statt; es wird an allen Unterwegsstationen gehalten. Da die Strecke zwischen Lünen und Münster nur eingleisig ist, kann dieses Angebot nicht sinnvoll verdichtet werden.
Fernzüge der jeweils zweistündlichen ICE-Linien 42 (Hamburg - Köln - Frankfurt Flughafen - Stuttgart - München) und 43 (Hamburg - Köln - Frankfurt Flughafen - Basel) fahren im gemeinsamen Stundentakt über die direkte Verbindung Dortmund – Münster. 
Eine Vorfahrregelung ermöglicht zwischen Münster-Amelsbüren und Davensberg bei Verspätungen eine flexible Anpassung des Kreuzungspunktes zwischen ICE und RB 50.
Der Rhein-Ruhr-Express soll zukünftig im Stundentakt fahren, sofern es zum geplanten zweigleisigen Ausbau der Strecke kommen sollte.